# أوتسيليني
أوتسيليني هي قرية تقع في إقليم ياش في رومانيا وبلغ عدد سكانها 3,783 نسمة في عام 2002م.